# Hyssia
Hyssia är ett släkte av fjärilar som beskrevs av Achille Guenée 1845. Hyssia ingår i familjen nattflyn.

## Dottertaxa tillHyssia, i alfabetisk ordning[1][2]
- Hyssia adusta Draudt, 1950
- Hyssia biterminosa Dyar, 1921
- Hyssia cavernosa Eversmann, 1842, Hålrotsfly
  - Hyssia cavernosa kaszabi Kovacs, 1968
  - Hyssia cavernosa korebia Bryk, 1948
- Hyssia denegerans Dyar, 1914
- Hyssia elaeochroa Dyar, 1913
- Hyssia gozmanyi Kovacs, 1968
- Hyssia griseata Hampson, 1913
- Hyssia hadulina Draudt, 1950
- Hyssia hampsoni Draudt, 1924
- Hyssia malaphaea Hampson, 1913
- Hyssia nephrosticta Dyar, 1912
- Hyssia olivescens Druce, 1908
- Hyssia pallidicosta Hampson, 1918
- Hyssia paupera Köhler, 1947
- Hyssia perplumbica Köhler, 1979
- Hyssia plenipotentia Dyar, 1914
- Hyssia polioides Köhler, 1947
- Hyssia stellipars Dyar, 1927
- Hyssia stenorena Druce, 1908
- Hyssia stigmatosa Dyar, 1920
- Hyssia tessellum Draudt, 1950
- Hyssia umbera Dyar, 1918
- Hyssia violascens Hampson, 1903